# Jonatan Maidana
Jonatan Ramón Maidana (ur. 29 lipca 1985 w Adrogué w prowincji Buenos Aires) – argentyński piłkarz grający na pozycji obrońcy.

## Kariera klubowa
Piłkarz jest wychowankiem Los Andes, gdzie w 2003 roku rozpoczął swoją karierę piłkarską.
Od 2005 roku, przez trzy lata był zawodnikiem Boca Juniors, w trakcie których zwyciężył w najważniejszy na kontynencie rozgrywkach Copa Libertadores. Latem 2008 roku przeniósł się do Europy, podpisując pięcioletni kontrakt z ukraińskim Metalistem Charków.
Z ukraińskiego klubu, został w styczniu 2010 roku, wypożyczony do Banfieldu, a następnie latem został sprzedany do River Plate, gdzie występuje do dziś (z roczną przerwą na grę dla meksykańskiej Tolucii). W pierwszym sezonie spadł z klubem do drugiej ligi - Primera B Nacional, jednak już po roku wrócił do najwyższej ligi. Od tego momentu zdobył z klubem: jedno mistrzostwo kraju, dwa Copa Libertadores, dwa puchary Argentyny, dwa Recopa Sudamericana, dwa Superpuchary Argentyny i jeden raz Copa Sudamericano oraz Copa Campeonato.

## Kariera reprezentacyjna
W pierwszej reprezentacji Argentyny zadebiutował w marcu 2011 roku w spotkaniu przeciwko Wenezueli (4:1).
Uczestnik Copa America 2016, w trakcie którego wystąpił w jednym spotkaniu - przeciwko Boliwii w fazie grupowej (3:0).
Maidana jest byłym reprezentantem Argentyny na szczeblu U-20 i U-23.

## Sukcesy

### Klubowe
Boca Juniors
- Copa Sudamericana: 2005
- Recopa Sudamericana : 2006
- Primera División: 2006 Clausura, 2008 Apertura
- Copa Libertadores: 2007

River Plate
- Primera B Nacional: 2011/12
- Primera División: 2014 Final
- Copa Campeonato: 2013/14
- Copa Sudamericana : 2014
- Recopa Sudamericana: 2015, 2016
- Copa Libertadores: 2015, 2018
- Suruga Bank Championship: 2015
- Copa Argentina: 2016, 2017
- Superpuchar Argentyny: 2017,  2019

### Reprezentacyjne
Argentyna
- Srebrny medal Copa América:  2016